# Білоусівка (Тульчинський район)
Білоу́сівка — село в Україні, у Тульчинській міській громаді Тульчинського району Вінницької області. Населення становить 545 осіб у 2023 році.

## Географія
Село розташоване на сході району на берегах річки Сільниця — правої притоки річки Південного Бугу.

### Вулиці
Центральна, Шевченка, Гагаріна, Партизанська, Садова, Жовтнева, Набережна.

### Корисні копалини
Корисні копалини представлені покладами граніту та піску. Розробляється гранітний кар'єр.

### Водойми
Ставок розміщений в центрі села. Він створений на річці Сільниця з метою забезпечення роботи кам'яного п'ятиповерхового вальцового млина, який за добу пропускав 2500 пудів зерна і виготовляв 10 сортів борошна, яке відправлялося в різні міста Росії. Млин був власністю поміщика Фелікса Собанського.
В 1948-49 роках в селі відбулася сільська толока, нарощування греблі для подальшого збереження ставка. Жителі села мішками носили землю, каміння і насипали греблю.
Площа ставка складає 35,5 га. Він є власністю територіальної громади. Значка частина його близько 10 га заросла, сильно замулився. З часу його створення ставок фактично не чистився.
В 90-х роках на березі річки в урочищі рибачкової криниці був побудований Літній кінотеатр із спортивним майданчиком. Раніше, на березі річки була побудова пристань, звідки могли діти та дорослі цілими днями плавати на катамаранах, які були закуплені колгоспом.
Неодноразово на ставку проводяться різні свята, а особливо свято Івана Купала.
З 2002 року ставок перебуває в оренді.

## Історія

### Заснування. Походження назви
В пору Національно-визвольної війни Богдана Хмельницького (сер. XVII ст.) околиці міста Ладижина, що знаходяться в радіусі 10 км, стали театром воєнних дій поляків, польсько-шляхетського війська і козаків.
На цьому місці, де тепер Білоусівка, засів один з ватажків козацьких загонів Федір Білоус. Під його захист почали збиратися селяни з різних зруйнованих сіл і заклали тут сучасне село, яке дістало назву Білоусівка.
До XVII ст. місцевість була власністю князя Короткого, який в урочищі Київець влаштував городок і палац. Сліди його були ще помітні у 1901 р.

### Дореволюційні часи
Село входило до Ладижинської волості Гайсинського повіту Кам'янець-Подільської губернії.
Одним із важливих видів діяльності сільського населення Білоусівки було добування руди і селітри на р. Сільниці, яка йшла на виготовлення пороху для козаків. Крім порохового заводу, у селі були скляний і смоляний заводи. Був також винокурний завод і в 1912 році розібраний і перевезений в с. Кирнасівку на будівництво цукрового заводу. Взамін його в 1912—1913 роках побудували цегельний і черепний заводи, які були зруйновані в 1917 році.
7 (20) листопада 1917 року, відповідно до Третього Універсалу Української Центральної Ради, увійшло до складу Української Народної Республіки.

### Радянська влада
В 1919 році в селі створено сільську раду. За радянських часів мало назву Білоусівка Друга.
Рішенням облвиконкому від 14 жовтня 1971 р.
- с. Білоусівка Друга — село Тульчинського району перейменоване на село Білоусівка,
- с. Білоусівка Перша (до 1971) — село Тульчинського району Вінницької області приєднано до села Суворовське (Тульчинський район).

#### Колективізація
Під час масової колективізації в 1930-ті роки мілкі організації об'єдналися в колективне господарство ім. Т. Г. Шевченка. Воно розташувалося на території сучасної лікарні. Млин перейшов в користування колективного господарства. В 1932 році головою колгоспу був Король Василь з Олександрівки. Через чотири роки колгосп ім. Т. Г. Шевченка був перейменований на ім. Будьоного.
В 1934 році було прийнято рішення про організацію другого колгоспу під назвою «7 з'їзд Рад», головою колгоспу обрано Шпіника М. А. Контора колгоспу та тваринницькі приміщення тимчасово розміщалися в колгоспника Тишкуна Степана Антоновича. Восени 1935 році було побудовано контору колгоспу та інші приміщення на місці колишньої економії, куди було переміщено колгосп «7 з'їзд Рад».
Колгоспниками обох колгоспів було побудовано конюшні, корівники, свинарники, магазини (склади) для зберігання зерна, майстерні по ремонту с/г інвентаря, кузні, вівчарники та інші приміщення.
В 1951 році колгоспи були об'єднані в один колгосп ім. Мічуріна. Колгосп перейменовувався кілька разів.
В 1959 році рішенням загальних зборів колгоспників колгосп ім. Мічуріна приєднано до колгоспу ім. Петровського с. Калініне.
В 1961 році після роз'єднання з колгоспом ім. Петровського господарство отримало назву колгосп «Росія». Головою колгоспу обрано Ляшенко П. Г.. Станом на 01.01.1967 року було побудовано 4 корівники, 1 телятник, 2 свинарники, 2 вівчарні, 1 конюшню, контору, клуб, кормокухню, водопровід протяжністю 6 км, встановлено 2 водонапірні вежі, дитячий садок, кінобудку, шкільне приміщення на 3 класи, літні табори для худоби.
В 1976 році рішенням зборів уповноважених осіб колгоспу «Ленінський шлях» с. Заозерне і колгоспу «Росія» об'єднались в спільне господарства з назвою «Ленінський шлях».
В 1987 році — відновлений колгосп «Росія»

#### Німецько-радянська війна
В 1941 році почалася Німецько-радянська війна. Все майно та худобу було евакуйовано в східні райони України. Під час окупації в селі були румуни. Вони організували в селі общину на місці колгоспу ім. Будьоного. Німецько-радянська війна нанесла величезних збитків для колгоспів і колгоспників. Худоба, трактори, машини все потрапило до рук німців. Землі не було чим обробляти і вона давала дуже низькі урожаї в перші післявоєнні роки. 138 чоловік загинуло в роки війни, а багато повернулося інвалідами.
14 березня 1944 року Радянська Армія звільнила село від румунів, оскільки натиск Радянської Армії був раптовий, румуни залишили село без бою. В післявоєнні роки колгоспники з великими труднощами і нестатками стали відбудовувати зруйноване і розграбоване господарство.

### Незалежна Україна
12 червня 2020 року, відповідно до Розпорядження Кабінету Міністрів України від  № 707-р «Про визначення адміністративних центрів та затвердження територій територіальних громад Вінницької області», увійшло до складу Тульчинської міської громади.
19 липня 2020 року, в результаті адміністративно-територіальної реформи та ліквідації Тульчинського району, село увійшло до складу новоутвореного Тульчинського району.

## Економіка
В селі діють підприємства:
- ПП «Артеміда», фермерські господарства — вирощування зернових та технічних культур;
- ТОВ НВО «Укрграніт», ТОВ «Чарнокіт-К», ДП «Білоусівка-Граніт» — добування декоративного та будівельного каменю;
- ПП «Прибужський граніт» — добування піску та гравію

### Білоусівська мала ГЕС
В 1950 році об'єдналися колгоспи сіл Паланки (тепер Заозерне), Калініне (тепер Богданівка) та Білоусівки і побудували приміщення малої ГЕС на притоці р. Сільниці. Це була міжколгоспна гідроелектростанція.
В 1953 році її введено в експлуатацію. Потужність її становила 102 кВт. Дана електростанція перейшла у власність колгоспу «Росія» так як була побудована на землях колгоспу. У жителів села сяяла електролампочка. 80 % житлових будинків перебудовані і покриті шифером, черепицею, бляхою. Майже в кожному будинку був радіоприймач, телевізор, швейна машинка та інші побутові прилади.
В 1959—1960 роках запрацювала ТЕС в м. Ладижин і потреба в гідроелектростанції відпала, робота її була призупинена тому, що Ладижинська ТЕС забезпечувала електроенергією всі окружні села.
В 1998 році розпочалися реформи в агропромисловому секторі країни. Проведено розпаювання земель, майна колишнього колгоспу «Росія». В 2001 році створено ПСП «Старт» . В 2007 році за рішенням господарського суду дане підприємство визнано банкрутом. Розпочалася ліквідаційна процедура і приміщення малої ГЕС, а також гідроспоруди були в переліку майна на погашення кредиторської заборгованості.
В 2009 році приміщення гідроелектростанції було продано орендатором ставка ПП Кононовим С. Д. Власницею малої ГЕС стала Бабич Батіма Нигментівна, яка провела відповідні роботи по відновленню напівзруйнованого приміщення та гідроспоруд малої ГЕС. Відновлено роботу 2-х генераторів. В травні 2010 року мала ГЕС запрацювала. На гідроелектростанції встановлено: дві турбіни Ф300 ГО-71, пропуск води турбін становить 1,3 м³ за годину, два асинхронних двигуна потужністю 90 кВт на 75 кВт. Потужність гідроелектростанції становить 165 кВт.

## Соціальна сфера
Заклади освіти:
- дитячий садок «Сонечко»
- Білоусівська загальноосвітня школа I—III ступенів (директор — Рябокінь Валентина Михайлівна)

У селі діють медична амбулаторія, клуб.

## Релігійне життя
Церква св. Михайла перетворена з греко-католицької на православну 27 вересня 1794 р. Церква св. Михаїла збудована, за переказом, у 1650 р. Ф. Білоусом — дерев'яна триверха, з окремою дзвіницею. Вона розібрана у 1896 р. Нова церква збудована у 1890—1895 рр. на новому місці — дерев'яна двоверха хрещата, разом з дзвіницею. Новий іконостас 3-ярусний.
Довкола церкви часто знаходили підземні ходи до р. Сільниці. Один було розкопано у 1889 р.: вузький лаз на глибині 8.5 м привів у приміщення, де могло розміститись до 30 осіб.

## Пам'ятки

### Історичні
Один із сусідніх лісів має назву Гайдамацький. В урочищі Бахматово, за переказом, мав зимову стоянку Сава Чалий, коли ще гайдамакував.
На південь від села на узвишші був курган (первісною висотою 10.6 м) — за переказом, насипаний згідно з наказом графа Потоцького, щоб імператор Олександр I з нього спостерігав за маневрами військ.

### Пам'ятники
1973 року встановлено пам'ятник на честь загиблих на Німецько-радянській війні. Скульптурна композиція — воїн, який підтримує пораненого товариша. Виготовлено з залізобетону, висота — 1,5 м. Постамент — цегляний, поштукатурений. Цоколь — цегляний, поштукатурений. Біля підніжжя пам'ятника палає Вічний Вогонь. З обох боків пам'ятника встановлені меморіальні дошки з прізвищами загиблих воїнів-односельців. Між дошками — зображення орденів Вітчизняної війни. При вході — з обох сторін встановлені стели. На одній — горельєфне зображення бою, на другій — танкіст, прикордонник, моряк.

## Особистості
В селі народилися:
- Гриневич Антон Юстинович (1870, або 1875 — 1937) — український церковний діяч, архієпископ УАПЦ. За однією з версій народився у селі.
- Каракой Тихін Кирилович (1923—2015) — український радянський медик, Герой Соціалістичної Праці.
- Мороз Петро Микитович (1925—2013) — український художник.
- Прудиус Іван Никифорович (нар. 1942) — вчений в області техніки надвисоких частот, антен та оброблення сигналів в радіотехнічних системах.